# Concurs de Gegants, Nanos i Monstros Típichs
El Concurs de Gegants, Nanos i Monstros Típichs fou un certamen que tingué lloc el 1902, durant les Festes de la Mercè de Barcelona, on foren convidats gegants de tota Catalunya. L'acte havia de consistir en una cavalcada el dia 25 de setembre i un festival l'endemà al Parc de la Ciutadella, malgrat tot, la cavalcada, a causa de la pluja, s'hagué de celebrar el dia 27 de setembre.
El jurat del concurs fou conformat per l'arquitecte Josep Puig i Cadafalch, pel periodista Pere Pagès i Rueda i per l'artista Miquel Utrillo i Morlius.

## Premis
Els premis foren els següents:
- Medalla d'or i 1.000 pessetes al grup més distingit per la seva riquesa i el seu gust artístic, guanyat per la comparsa del Castell de Santa Florentina de Canet de Mar. El jurat va considerar que la comparsa de Berga i de Manresa també eren mereixedores d'una medalla d'or. Per altra banda, també es va lliurar una medalla d'or i el gran diploma d'honor als gegants i al drac de Vilanova i la Geltrú.
- Medalla d'or i 200 pessetes a la parella de gegants més artística als Gegants d'Olot. Tingueren medalla de plata pel mateix concepte els gegants de Mataró, de l'Arbós, de la Santa Innocència de Lleida i de l'Art Cristià d'Olot.
- Medalla d'or i 250 pessetes a la parella de gegants millor vestida als Gegants de Vic. Pel mateix concepte es lliurà medalla de plata als gegants de Sitges i de Lleida, i accèssit amb diploma als gegants de Valls. També tingué diploma d'honor en Lladrefaves de Valls.
- Medalla d'or i 150 pessetes al monstre típic de festa major amb més caràcter, originalitat i gust artístic a l'Àliga i al Drac de la Bisbal. Es lliurà medalla de plata pel mateix concepte al drac de Vilafranca, diploma d'honor a les cucaferes de Tortosa i accèssit a l'àliga d'Olot i a la de Valls.
- Medalla d'or i 200 pessetes al grup de nans més originals i més artístic; es declarà desert el premi ja que es considerà que la comparsa de capgrossos que n'era mereixedora era la del Castell de Santa Florentina de Canet de Mar. S'atorgà un gran diploma d'honor al Cap de Lligamosques d'Olot i al Cap de Llúpia de Vic. Es lliurà medalla de plata als nans de Mataró.

Cal destacar que el Jurat considerà oportú excloure els gegants barcelonins dels premis, si bé els lliurà un gran diploma d'honor a tots ells, excepte als gegants de la Ciutat de Barcelona.

## Participants
La relació de gegants, nans i bèsties participants fou extensa, uns cinquanta gegants, una desena de monstres i una quarantena de nans:
- L'Arbós: els Gegants.
- Badalona: els Gegants de Badalona.
- Barcelona: els Gegants de la Ciutat, els Gegants de la Casa de la Caritat, els Gegants de Santa Maria del Mar, els Gegants de la Bonanova i el Nan Cu-Cut.
- Berga: la comparseria complerta de la Patum, composta per l'Àliga, els Gegants, en Sant Miquel i l'Àngel, la Guita, el Tabal i els diables.
- La Bisbal d'Empordà: els Gegants, l'Àliga i el Drac.
- Canet de Mar: la comparsa complerta de Castell de Santa Florentina.
- Igualada: els Gegants.
- Lleida: els Gegants de Lleida (els actuals Gegants Romans) i els Gegants de la Parròquia de Sant Andreu de Lleida o Gegants de la Santa Infància (els actuals recuperats Gegants Xinesos).
- Manresa: els Gegants i els Nans.
- Mataró: els Gegants de Mataró, anomenats la Família Robafaves.
- Olot: els Gegants, el Cap de Lligamosques, els Gegants de l'Art Cristià i l'Àliga.
- Sitges: els Gegants de Sitges.
- Tàrrega: els Gegants.
- Tortosa: les dues cucaferes.
- Valls: els Gegants i en Lladrefaves.
- Vic: els Gegants i el Cap de Llúpia.
- Vilafranca del Penedès: el Drac.
- Vilanova: els Gegants i el Drac.

A nivell musical anaren acompanyats de la Cobla de Perelada, una comparsa de Felenitx i diversos flabiolaires.